# Medalla del 30.º Aniversario de las Fuerzas Armadas de la URSS
La Medalla del 30.º Aniversario de las Fuerzas Armadas de la URSS (en ruso: «30 лет Советской Армии и Флота») es una condecoración conmemorativa soviética, instituida por el Decreto del Presídium del Sóviet Supremo de la Unión Soviética del 22 de febrero de 1948 para conmemorar el trigésimo aniversario de la creación de las Fuerzas Armadas Soviéticas. Su estatuto fue posteriormente enmendado por decreto del Presídium del Sóviet Supremo de la URSS del 18 de julio de 1980.
A 1 de enero de 1995 se había otorgado la medalla a aproximadamente 3 710 920 personas.

## Reglamento
La Medalla del 30.º Aniversario de las Fuerzas Armadas de la URSS se otorga a todos los generales, almirantes, oficiales, suboficiales, sargentos, soldados y marineros que, al 23 de febrero de 1948, formaban parte del personal de las Fuerzas Armadas de la URSS, el Ministerio del Interior (MVD) y el Ministerio de Seguridad del Estado (KGB), así como a todos los estudiantes de las instituciones educativas militares que estaban en servicio el 23 de febrero de 1948.
También se les otorgó a los poseedores de las siguientes condecoraciones:
- Héroe de la Unión Soviética
- Orden de Lenin
- Orden de la Gloria (de las 3 clases)
- Medalla al Valor
- Medalla de Ushakov
- Medalla de Najímov
- Medalla de la Distinción Laboral
- Medalla de los Trabajadores Distinguidos
- Medalla por el Servicio de Combate
- Medalla al Servicio Distinguido en la Protección de las Fronteras del Estado

La medalla conmemorativa era otorgada y entregada en nombre del Presídium del Sóviet Supremo de la Unión Soviética por comandantes de unidades militares, formaciones y jefes de instituciones militares.
La medalla se llevaba en el lado izquierdo del pecho y en presencia de otras medallas de la URSS, se ubicaba inmediatamente después de la Medalla del 20.º Aniversario del Ejército Rojo de Obreros y Campesinos.  Si se usa en presencia de órdenes o medallas de la Federación de Rusia, estas últimas tienen prioridad.

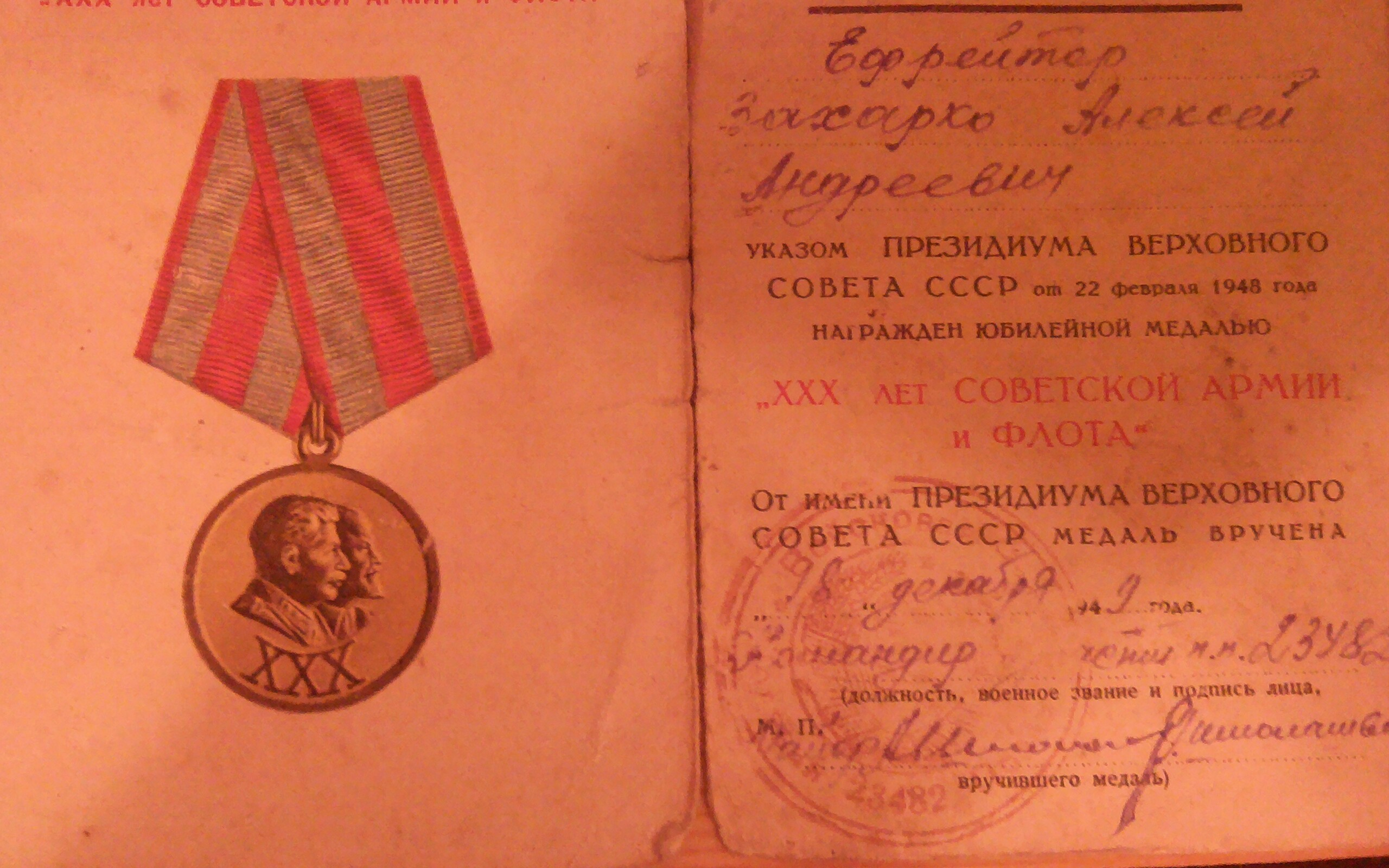
Certificado de concesión de la Medalla

Cada medalla venía con un certificado de premio, este certificado se presentaba en forma de un pequeño folleto de cartón de 8 cm por 11 cm con el nombre del premio, los datos del destinatario y un sello oficial y una firma en el interior. Mediante el decreto de 5 de febrero de 1951, la medalla y su certificado quedaban en posesión de la familia del receptor (hasta entonces se debían devolver al Estado, en caso de fallecimiento del beneficiario)

## Descripción

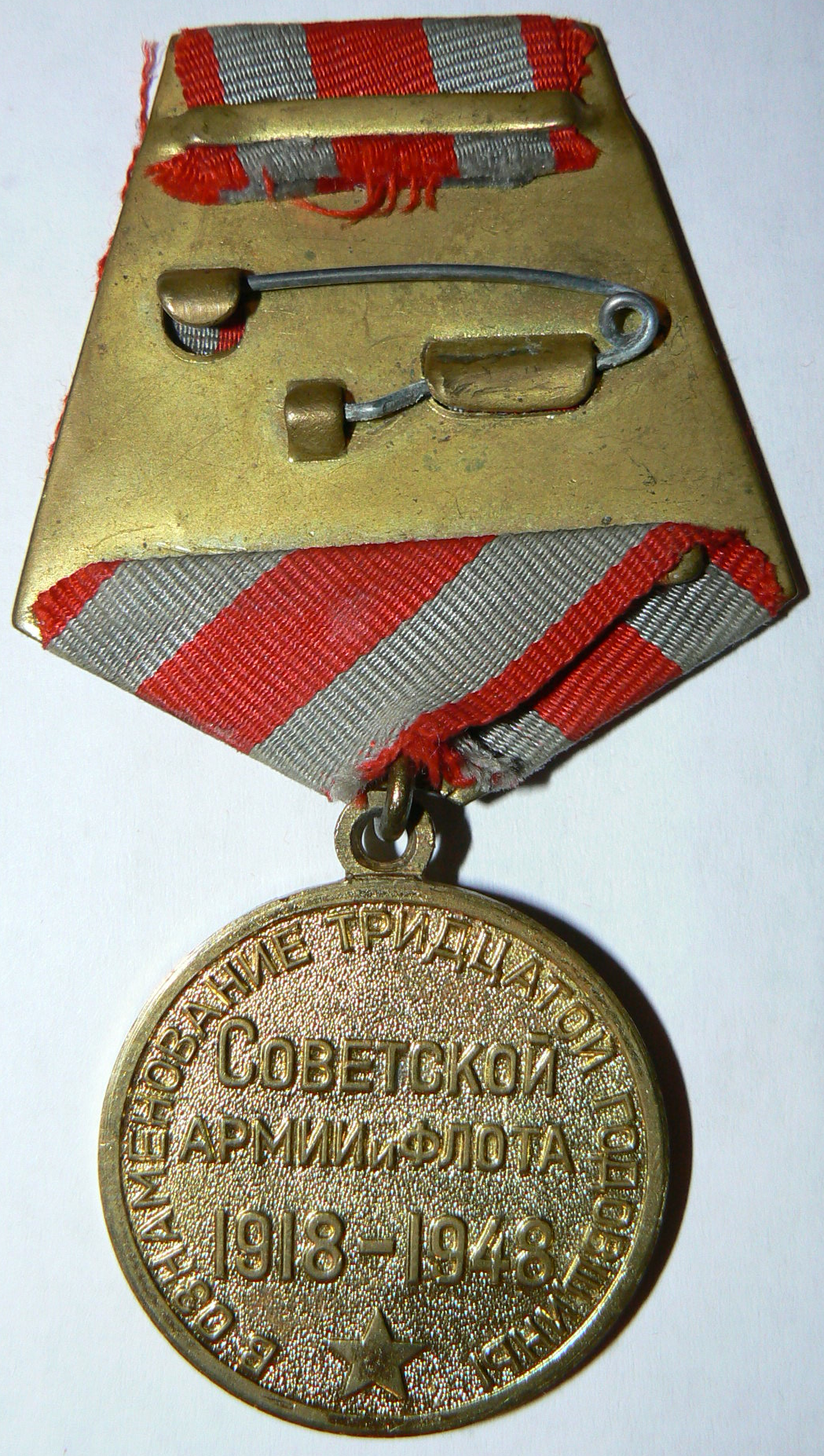
Reverso de la Medalla

Es una medalla circular de latón dorado de 32 mm de diámetro con un borde elevado.
En el anverso, aparece representados los bustos de perfil derecho de Lenin y Stalin (más cerca); en la parte inferior, el número romano en relieve "XXX".
En el reverso, la inscripción circular en relieve a lo largo de toda la circunferencia de la medalla «PARA CONMEMORAR EL TRIGÉSIMO ANIVERSARIO» (en ruso: «В ОЗНАМЕНОВАНИЕ ТРИДЦАТОЙ ГОДОВЩИНЫ») separada en la parte inferior por una estrella en relieve de cinco puntas; en el centro se puede observar la inscripción en relieve en dos filas «EJÉRCITO SOVIÉTICO Y MARINA» (en ruso: «СОВЕТСКОЙ АРМИИ И ФЛОТА») y justo debajo de la inscripción, las fechas "1918-1948".
La medalla está conectada con un ojal y un anillo a un bloque pentagonal cubierto con una cinta gris muaré de seda de 24 mm de ancho. En el medio de la cinta hay una franja roja ancha de 8 mm de ancho, a lo largo de los bordes de la cinta hay franjas rojas estrechas de 2 mm de ancho. 
El diseño de la medalla es obra del artista Nikolái Moskalev autor de otras medallas.